# Чорбівська сільська рада
Чорбівська сільська рада — колишній орган місцевого самоврядування у Кобеляцькому районі Полтавської області з центром у c. Чорбівка.

## Населені пункти
Сільраді були підпорядковані населені пункти:
- c. Чорбівка
- с. Білоконівка
- с. Комарівка
- с. Червоне